# Цахкунк (Гегаркуник)
Цахкунк (арм. Ծաղկունք) — село в Гехаркуникской области Армении (ближайший город — Севан, 7 км). 
Уроженцем Цахкунка является академик Национальной академии наук Армении акустофизик Альпик Рафаелович Мкртчян.